# Traitement de la calvitie androgénétique chez la femme
Le traitement de la calvitie androgénétique chez la femme est l'utilisation de médicaments ou de techniques pour soigner la calvitie androgénétique chez la femme.
La calvitie androgénétique est la cause la plus fréquence de la perte des cheveux chez la femme, mais contrairement à ce que son nom suppose, la responsabilité des androgènes n'est pas clairement établie.

## Minoxidil
Le traitement au minoxidil, consistant en l'application d'une lotion contenant la molécule pendant plusieurs mois, à raison de deux fois par jour, est le seul qui soit préconisé pour stimuler la croissance des cheveux chez les femmes atteintes d'alopécie androgénique. Bien que démontrée, son efficacité reste modérée, même avec l'utilisation de solution à forte concentration en minoxidil.
L'hypertrichose, c'est-à-dire la croissance d'une pilosité à un endroit non désiré, est un effet indésirable plus fréquent chez la femme que chez l'homme. Le produit peut comporter également un risque d'allergie.

## Anti-androgènes
Les anti-androgènes sont un traitement hormonal qui est utile au tout début de l'alopécie pour en retarder les effets mais elle ne l'empêchera pas à terme. Toutefois, leur utilisation dans cette indication n'est pas autorisée aux États-Unis. Leur utilisation peut entraîner des effets secondaires avec un risque tératogène (malformation d'un fœtus).

## Implantation de cheveux
Elle consiste à prélever des cheveux avec racine dans des zones préservées (occipitale et pariétales : en arrière et sur les côtés en cas de calvitie androgénétique) et de les réimplanter au niveau des zones dégarnies. C'est une technique efficace mais coûteuse.
La demande d'implantation de cheveux pour le traitement de l'alopécie androgénique de la femme concerne essentiellement la zone fronto-patiétale. L'amélioration après une greffe n'est visible qu'au bout de 1 an. Il existe parfois une chute réactionnelle transitoire des cheveux sains environnants amenant la patiente à se questionner sur le bien-fondé de la greffe de cheveux et qui apparait au bout de 2 mois. mais dans l 'ensemble la greffe de cheveux chez une femme améliore tant l 'aspect cosmétique que l 'aspect psychologique. Cette greffe débloque une situation figée depuis des années et apporte une grande satisfaction chez les patientes qui pourraient en bénéficier la greffe de cheveux ne s'adresse que dans les cas d'alopécie chronique auxquels des traitements médicaux antérieurs n'ont pu apporter aucune amélioration. La greffe de cheveux FUE s’adapte aux besoins de chacun et dépend de la texture du cheveu et de sa couleur pour obtenir un résultat esthétique parfait. Les meilleurs résultats seront procurés avec le traitement d’une seule zone (zone frontale ou zone du sommet du crâne). Les cheveux réimplantés faciliteront le coiffage.